# جوآن لینویل
جوآن لینویل (انگلیسی: Joanne Linville؛ زادهٔ ۱۵ ژانویهٔ ۱۹۲۸) یک هنرپیشه اهل ایالات متحده آمریکا است.